# Aneuploidia
Aneuploidia (an - = não, "não bom") é a segunda maior categoria de anomalias cromossômicas. Um aneuplóide teve o seu material genético alterado, sendo portador de um número cromossômico diferente do normal da espécie em parte de um conjunto cromossômico. Esse aneuplóide pode apresentar um número de cromossomos superior ou inferior ao  tipo selvagem, quando comparados. No geral, o conjunto cromossômico dos aneuplóides difere do tipo selvagem em um cromossomo, ou em um pequeno número de cromossomos (por exemplo, um ser humano com aneuploidia estará fora da normalidade se 22 pares de cromossomos + 2 cromossomos sexuais). A etiologia da infertilidade parece estar diretamente relacionada a alterações cromossômicas em células germinativas. Homens com cariótipo somático normal podem apresentar diferentes porcentagens de espermatozóides aneuploides, que depois da fecundação podem acabar gerando embriões anômalos. 
Existem 3 tipos especiais de aneuploidia: Monossomia e Trissomia. Fora aqueles com mais de um conjunto completo de cromossomos, na qual são chamados de poliploides. Também tem aqueles que perdem homólogos, Nulissomias. Todos esses tipos são causados por um fator cromossômico: não-disjunção. 

## Testes e análises
As aneuploidias são diagnosticadas através da análise do cariótipo ou outros testes genéticos. O teste é realizado a partir de uma cultura de células que possibilita a obtenção de células em divisão e, posteriormente, coloração dos cromossomos com formação de bandas. Através das bandas cromossômicas é possível a identificação de aberrações cromossômicas numéricas e/ou estruturais, equilibradas ou desequilibradas, totais ou parciais.
Para testar a presença de aneuploidias no indivíduo, é recomendado a realização de um exame SAT (teste de aneuploidias espermáticas), que basicamente consiste em analisar a porcentagem de espermatozóides com alterações cromossômicas, priorizando os cromossomos relacionados a síndromes decorrentes da aneuploidia, como a trissomia do cromossomo 21 (down), a trissomia do cromossomo 13 (patau), e a trissomia do cromossomo 18 (edwards), entre outros. A principal finalidade deste exame é auxiliar a identificar a causa da infertilidade masculina.
Há também o exame PGT-A (teste genético pré-implantacional para aneuploidias), que consiste em detectar alterações cromossômicas por meio de uma biópsia de células embrionárias. Este exame é realizado com embriões de pacientes sobre o tratamento de fertilização in vitro, e tem como principal finalidade aumentar as chances de gravidez e prevenir abortos.

## Causas e Genética
As aneuploidias estão vinculadas à alteração numérica no par de cromossomos de um indivíduo em seu cariótipo, seja esta modificação aditiva - quando há um cromossomo a mais - como em: 2n+1, ou subtrativa - quando há um cromossomo a menos - como em: 2n-1, ou até 2n-2 no caso da ausência de cromossomos no que seria mais um par.  
Essas aneuploidias acontecem devido à uma série de fatores relacionados à não disjunção, lapsos nas divisões e distribuições dos cromossomos homólogos ou das cromátides-irmãs em algum momento na divisão celular. Diferente da aneuploidia, a euploidia é um outro tipo de modificação genética, na qual todo o genoma é modificado, portanto, na aneuploidia, apenas um tipo de par cromossômico será afetado. 

### O CROMOSSOMO
É no par de cromossomos onde a alteração acontece. Por isso, faz-se necessário seu entendimento. Os cromossomos são formados por grandes cadeias de DNA, contendo assim, o material genético do indivíduo. Cada espécie possui um número específico de pares de cromossomos, humanos por exemplo, possuem 23 pares no qual 22 são autossômicos e 1 é sexual. Cada par de cromossomos possui uma função diferente no organismo, portanto, quando há algum problema com algum deles, consequentemente afetará os resultados que aquele cromossomo deveria exercer. Por exemplo, se houver uma aneuploidia no 23º par de cromossomos, o indivíduo terá modificações fenotípicas - não apenas - em seu sistema reprodutor ou qualquer que envolva fatores sexuais.

### DIVISÃO CELULAR
A divisão celular é um processo natural que ocorre a todo o momento nos organismos e confere o período em que uma célula origina outras. Podendo ser do tipo meiose ou mitose, para que melhor se entenda sobre os fatores causadores de aneuploidias, deve-se discutir sobre a divisão das células, seus tipos e fases, já que em certos eventos, são notadas as as possíveis alterações na cromátide, nos pares de cromossomos. 
Essa divisão celular deve acontecer de maneira bem estruturada para que, ao final, haja equivalência entre o material gerado nas células-filhas e o material precedente. Vários momentos da divisão celular atuam diretamente com o DNA, a cromatina e os cromossomos, momentos em que, se houver um erro que não for reparado, afetará diretamente no resultado final, podendo levar a uma aneuploidia. Observa-se que na intérfase - fase que precede a divisão em si - há 3 momentos: G1, S e G2. No período S, o DNA é duplicado. Ao decorrer da mitose, há eventos principais como a condensação dos cromossomos, compactação de cromatina, separação das cromátides-irmãs e a desespiralização dos cromossomos. De maneira geral, assim como na meiose, a anáfase é um processo delicado para o surgimento de aneuploidias, uma vez que a separação pode falhar e os cromossomos se dividirem de maneira errônea. Por mais, a checagem feita para reparar erros pode não ser suficiente ou possuir alguma imperfeição, não conseguindo evitar a alteração. Quando a não disjunção ocorre na meiose I, observa-se que os cromossomos homólogos não se separam corretamente. Já a não disjunção na meiose II ocorre porque não houve a separação das cromátides-irmãs. Vale frisar que pode ocorrer ainda a não disjunção na mitose após a formação do zigoto. 
Além destes fatores, testes e pesquisas feitas apontam um grande grau da ocorrência de aneuploidias relacionadas a idade da mulher em gestação, sendo as mulheres com a idade mais avançada terem mais tendência a ter esses problemas na divisão celular. 

## Tipos
Sua nomenclatura tem por base o número de cópias do cromossomo específico no estado aneuploide. 

### Monossomias (2n—1)
Indivíduo apresenta apenas um cromossomo de um determinado par (é a falta de uma cópia de um cromossomo). A maioria dos seres humanos monossômicos morrem ainda in utero.

### Trissomias (2n+1)
Indivíduo apresenta um cromossomo a mais que o normal de um determinado par, ou seja, apresenta três cromossomos de um mesmo tipo (agregado trivalente).

### Nulissomias (2n—2)
Indivíduo não apresenta nenhum cromossomo de determinado par (perda de ambos os homólogos).

Além desses, podem ocorrer ainda casos com aumento maior de cromossomos extras ou faltantes como (2n +3), porém estas são mais raras. Entretanto, caso haja um conjunto inteiro de cromossomos extras ou faltantes, isso é considerado não como aneuploidia, mas sim poliploidia. Estimativas recentes dizem que monossomias e trissomias ocorrem com relativa frequência na espécie humana, cerca de 10% a 25% das concepções, sendo causas de abortos.

## Exemplos

### Síndrome de Down ou Trissomia 21 (47, XX + 21 ou 47, XY + 21)[3]
Observa-se um indivíduo com 47 cromossomos e um cromossomo de número 21 a mais. A síndrome de Down leva ao surgimento de características marcantes, como a prega palpebral, a língua fissurada e a prega transversal contínua na palma da mão. Além disso, pessoas com essa síndrome podem ter certo atraso no desenvolvimento e estão mais sujeitas a problemas cardíacos. A maioria dos homens, com algumas exceções, são estéreis.

### Síndrome de Turner (45, X0)[3]
Há a presença de apenas um cromossomo sexual X, sendo, portanto, uma monossomia, e viável em seres humanos. Nesse caso, verifica-se um indivíduo do sexo feminino com pouco desenvolvimento das mamas e ovários rudimentares (tornando o indivíduo estéril), tórax largo, baixa estatura e pescoço alargado com frouxidão da pele que se estende entre o pescoço e ombros. Geralmente não causa atraso mental e, quando este se apresenta, é leve. 

### Síndrome de Klinefelter (47, XXY)[3]
Geralmente há três cromossomos sexuais (XXY), ou seja, é uma trissomia. Indivíduos com essa síndrome são do sexo masculino, possuem órgãos genitais pouco desenvolvidos e não produzem espermatozoides (sendo inférteis), podem apresentar crescimento das mamas e possuem diminuição do nível intelectual.

### Trissomia no estramônio (Datura stramonium)[4]
Nessa planta, o número de cromossomos haploides é 12 (24 cromossomos no total). São possíveis 12 trissomias diferentes, cada uma alterando a forma e característica da cápsula de seu fruto.

### Síndrome de Edwards ou Trissomia 18  (47,XX+18 ou 47,XY+18)[4]
Ocorre quando um indivíduo um cromossomo 18 a mais. Essa é a segunda trissomia autossômica mais comumente observada no nascimento, atrás apenas da trissomia do 21 (Síndrome de Down). Os principais sintomas incluem baixo peso ao nascer, crânio dismórfico, malformações no tórax, abdome, extremidades, pele, órgãos genitais e órgãos internos, orelhas com baixa implantação, mandíbula e pelve estreitas, pés arqueados, deficiência mental grave e atraso no desenvolvimento neuropsicomotor. A maioria dos indivíduos portadores dessa condição morre antes de completar o primeiro ano de vida.

### Síndrome de Patau ou Trissomia 13 (47,XX+13 ou 47,XY+13)
Ocorre quando um indivíduo apresenta um cromossomo 13 a mais. Essa trissomia é bastante grave, pois além de resultar em diversos abortos espontâneos, os indivíduos que chegam a nascer tem um prognóstico de poucas semanas ou meses de vida,  raramente passando do primeiro ano de vida. Os principais sintomas incluem fenda labial e no palato, cabeça pequena e malformada, orelhas mal formadas,  olhos pequenos ou afastados, pés arqueados, malformações no sistema nervoso central, atraso mental acentuado, problemas cardíacos, rins policísticos, as meninas apresentam útero bicorno e ovários hipoplásticos, e os meninos apresentam criptorquia.

### Trissomia do X ou Síndrome do Triplo X (47, XXX;48,XXXY)
Resultante de um erro na disjunção durante a meiose. As crianças nascidas com essa síndrome apresentam baixo peso e menor perímetro cefálico. Além disso, muitas mulheres acometidas pela síndrome apresentam um ganho desproporcional  de altura e peso até a puberdade. Outros sintomas incluem dificuldades de coordenação motora, atrasos no desenvolvimento intelectual, social e comportamental e uma maior frequência de insuficiência ovariana.

### Síndrome de Jacobs (47,XYY)
Os indivíduos com essa síndrome, também chamada de síndrome do supermacho, costumam apresentar estatura mais elevada do que do que a média e, frequentemente, atraso motor e dificuldades com a linguagem e a fala. Além disso, há uma maior prevalência de problemas comportamentais e dificuldades de aprendizagem. Em geral não apresentam problemas de fertilidade. Há também um risco aumentado de problemas nefrourológicos, asma, patologias do sistema nervoso central e malformações congênitas.

## Tipos
| cor | significado                             |
| --- | --------------------------------------- |
|     | letal                                   |
|     | fenótipo feminino normal                |
|     | fenótipo masculino normal               |
|     | síndrome de Turner (mulher anormal)     |
|     | síndrome de Klinefelter (homem anormal) |

|       | 0     | X      | XX      | XXX      | XXXX      | XXXXX      |
| ----- | ----- | ------ | ------- | -------- | --------- | ---------- |
| 0     | 00    | X0     | XX      | XXX      | XXXX      | XXXXX      |
| Y     | Y0    | XY     | XXY     | XXXY     | XXXXY     | XXXXXY     |
| YY    | YY    | XYY    | XXYY    | XXXYY    | XXXXYY    | XXXXXYY    |
| YYY   | YYY   | XYYY   | XXYYY   | XXXYYY   | XXXXYYY   | XXXXXYYY   |
| YYYY  | YYYY  | XYYYY  | XXYYYY  | XXXYYYY  | XXXXYYYY  | XXXXXYYYY  |
| YYYYY | YYYYY | XYYYYY | XXYYYYY | XXXYYYYY | XXXXYYYYY | XXXXXYYYYY |

| cor | significado |
| --- | --- |
|     | caso com trissomia completa (sem mosaico), que nunca pode sobreviver até ao fim da gravidez do gravidez                 |
|     | caso com trissomia completa (sem mosaico), que pode por vezes sobreviver até ao fim                                     |
|     | caso com trissomia completa (sem mosaico), que pode sempre sobreviver até ao fim (a menos que haja outras complicações) |

| #  | monossomia                                          | trissomia                          |
| -- | --------------------------------------------------- | ---------------------------------- |
| 1  |                                                     | Trissomia 1                        |
| 2  |                                                     | Trissomia 2                        |
| 3  |                                                     | Trissomia 3                        |
| 4  | síndrome de Wolf-Hirschhorn                         | Trissomia 4                        |
| 5  | Cri du chat síndrome de deleção 5q                  | Trissomia 5                        |
| 6  |                                                     | Trissomia 6                        |
| 7  | síndrome de Williams                                | Trissomia 7                        |
| 8  |                                                     | síndrome de Warkany 2              |
| 9  |                                                     | Trissomia 9                        |
| 10 |                                                     | Trissomia 10                       |
| 11 | síndrome de Jacobsen                                | Trissomia 11                       |
| 12 |                                                     | Trissomia 12                       |
| 13 |                                                     | síndrome de Patau                  |
| 14 |                                                     | Trissomia 14                       |
| 15 | síndrome de Angelman síndrome de Prader–Willi       | Trissomia 15                       |
| 16 |                                                     | Trissomia 16                       |
| 17 | síndrome de Miller-Dieker síndrome de Smith-Magenis | Trissomia 17                       |
| 18 | síndrome da deleción 18q                            | síndrome de Edwards                |
| 19 |                                                     | Trissomia 19                       |
| 20 |                                                     | Trissomia 20                       |
| 21 |                                                     | síndrome de Down                   |
| 22 | síndrome de DiGeorge                                | síndrome olho de gato Trissomia 22 |